# Okapi
De okapi (Okapia johnstoni) is een herkauwend zoogdier uit de familie Giraffidae en de nauwste nog levende verwant van de giraffe. De okapi kenmerkt zich door zijn kastanjebruine lichaam, witgestreepte poten en een gevlekte kop. Het dier komt in het wild enkel voor in de tropische regenwouden in het noordoosten van Centraal-Afrika. De okapi kreeg pas in 1901 een formele wetenschappelijke naam van Philip Lutley Sclater en is vernoemd naar de ontdekker, de Britse ontdekkingsreiziger Henry Hamilton Johnston.
De okapi wordt ook wel de bosgiraf genoemd, omdat deze soort in de wouden van het Kongobekken leeft. In 1919 was de eerste okapi in een dierentuin te bezichtigen, in de dierentuin van Antwerpen. Dit dier stierf echter al na zeven weken gevangenschap. Een volgende okapi, in de dierentuin opgenomen in 1928, bleef langer in leven. De zoo liet daarna nog meer okapi's verschepen uit Congo. De Antwerpse zoo is nog altijd voortrekker van een okapi-fokprogramma.

## Beschrijving
De lichaamsbouw van de okapi is vergelijkbaar met die van de giraffe, met een lange tong, kleine hoorntjes en grote oren. De okapi is echter kleiner, met een ook in verhouding veel kortere en dikke nek.
De okapi heeft een kastanjebruine tot chocoladebruine vacht, met zwarte en witte strepen en vlekken op de poten en een witte strepentekening op de achterzijde. Deze tekening is voor elk dier uniek, vergelijkbaar met een vingerafdruk. Het gebied rond de mond is zwart, met een witte kaaklijn en wangen en een bruinig voorhoofd.
Met de lange blauwe tong kan de okapi bladeren en knoppen van takken halen. De tong is zo lang, dat de okapi zijn eigen oren kan schoonlikken. Het mannetje heeft korte, met huid bedekte hoorntjes. Mannetjes worden niet zo groot als vrouwtjes, en zijn vaak donkerder gekleurd.
De okapi wordt 190 tot 215 centimeter lang, waarvan de staart 30 tot 42 centimeter lang wordt, en 150 tot 180 centimeter hoog. Volwassen okapi's wegen tussen de 210 en de 250 kilogram. Vrouwtjes zijn over het algemeen 25 tot 50 kilogram zwaarder dan mannetjes.

## Verspreiding en leefgebied
De okapi komt oorspronkelijk voor in de noordoostelijke Congolese laaglandbossen in Centraal-Afrika. Ook langs Oeganda is hij al een paar keer gespot. Hij is voornamelijk te vinden in regenwouden met een dichte ondergroei langs zijrivieren van de Kongo in de Congolese provincie Ituri. Meestal houdt het dier zich op in valleien langs de rivieren, boven 500 meter hoogte. In 2006, bijna vijftig jaar na de laatste observatie in het wild, werd de soort herontdekt in het Nationaal Park Virunga in het oosten van Congo-Kinshasa.

## Voedsel en gedrag
De okapi leeft voornamelijk van bladeren, twijgen en knoppen, maar ook gras, varens, vruchten en paddenstoelen.
Okapi's leven solitair, mannetjes zijn territoriaal tegenover andere mannetjes. Ze vechten door met hun nekken tegen elkaar te slaan. Een vrouwtje is meestal een maand lang in oestrus. Als een vrouwtje in oestrus is, wordt ze vergezeld door een mannetje. Dit is de enige periode in het volwassen leven van okapi's dat ze niet alleen zijn.

## Voortplanting
Na een draagtijd van 425 tot 491 dagen wordt één kalf geboren, dat de eerste maanden verborgen blijft in het struikgewas en alleen door de moeder wordt bezocht bij het zogen. Het jong defeceert voor het eerst tussen vier en acht weken. Dit voorkomt dat predatoren door de geur gelokt worden. De zoogtijd duurt zes maanden. Het vrouwtje werpt tussen augustus en oktober.
Na twee maanden zijn okapikalveren drie keer groter dan bij de geboorte. Ze groeien tot ze circa drie jaar oud zijn. Vrouwtjes zijn na 1,5 tot 3 jaar geslachtsrijp. De hoorntjes ontwikkelen zich bij mannetjes na één tot vijf jaar. Okapi's worden 15 tot 20 jaar oud.

## Bedreigd
Okapi's zijn een bedreigde diersoort. Habitatvernietiging en de handel in bushmeat vormen de voornaamste bedreiging. Burgeroorlogen in het leefgebied, die bekend staan als het Ituri-conflict, hebben een nadelige invloed op het bestand. In 2008 leefden er naar schatting nog 10 - 20.000 dieren in het wild. De Antwerpse Zoo in België heeft sinds 1919 ervaring met okapi's in de collectie. Deze beheert zowel het wereldwijd (ISB) als het Europees (EEP) stamboek van de diersoort om de instandhouding te bevorderen.

## Afbeeldingen

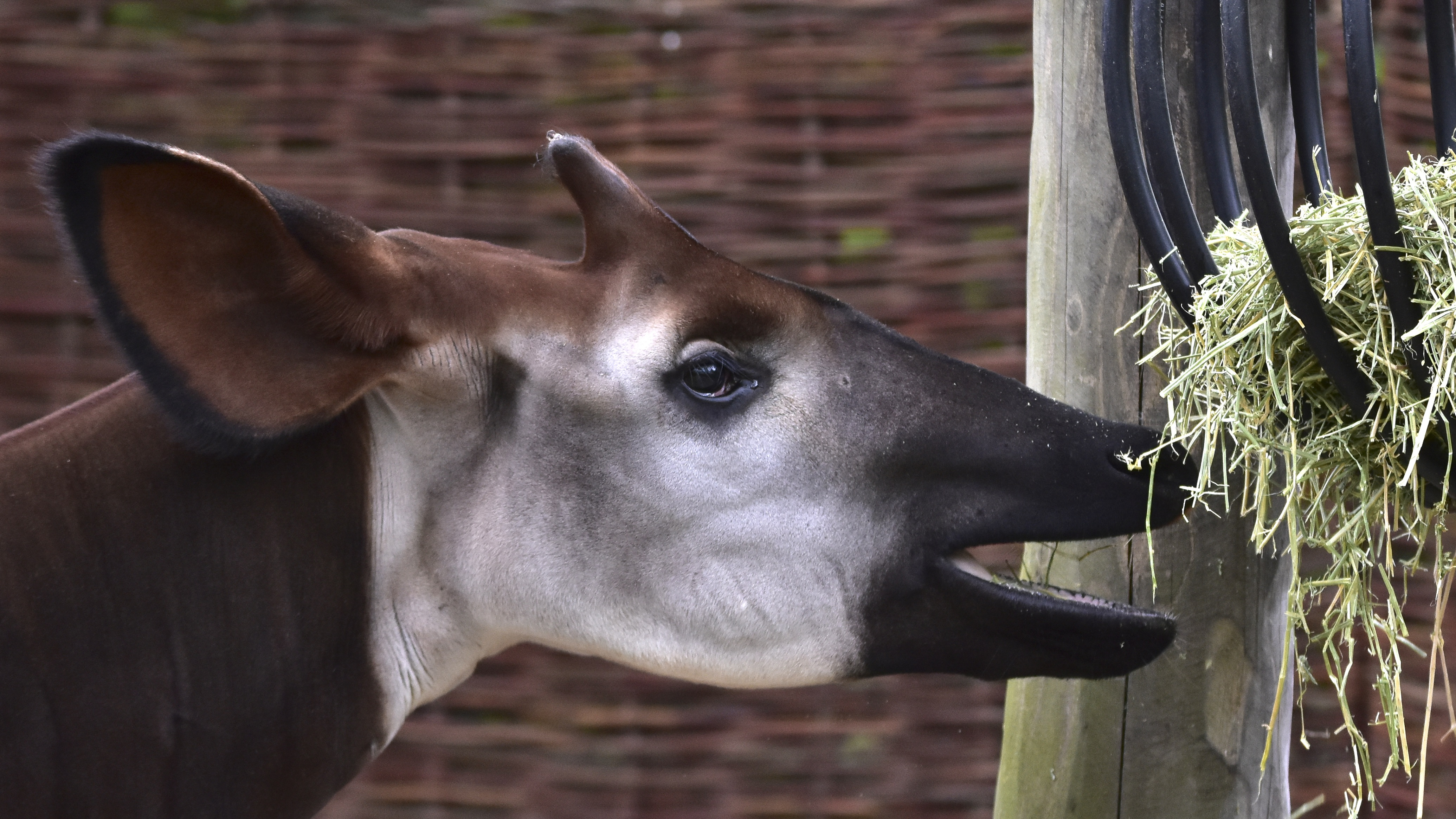
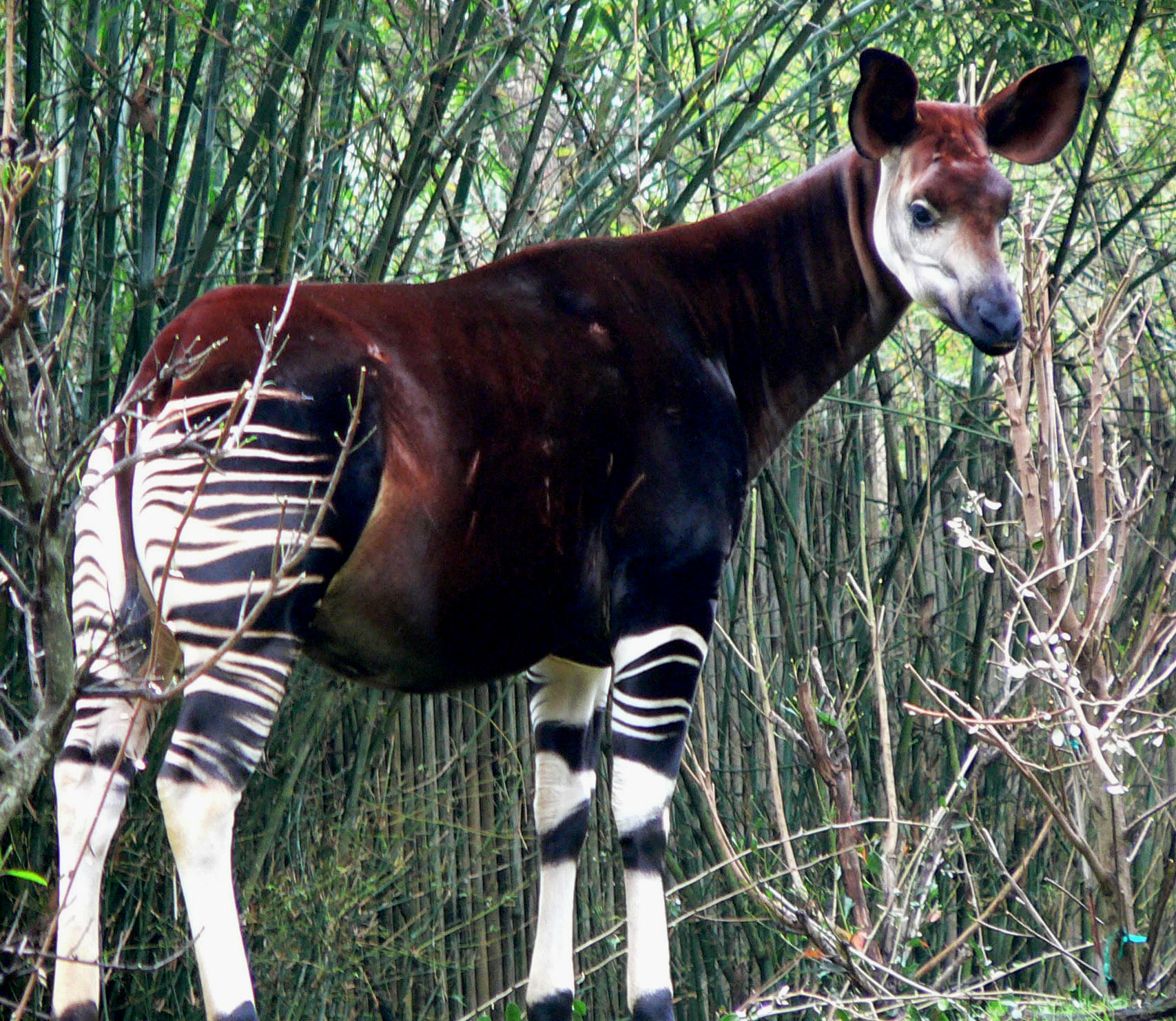
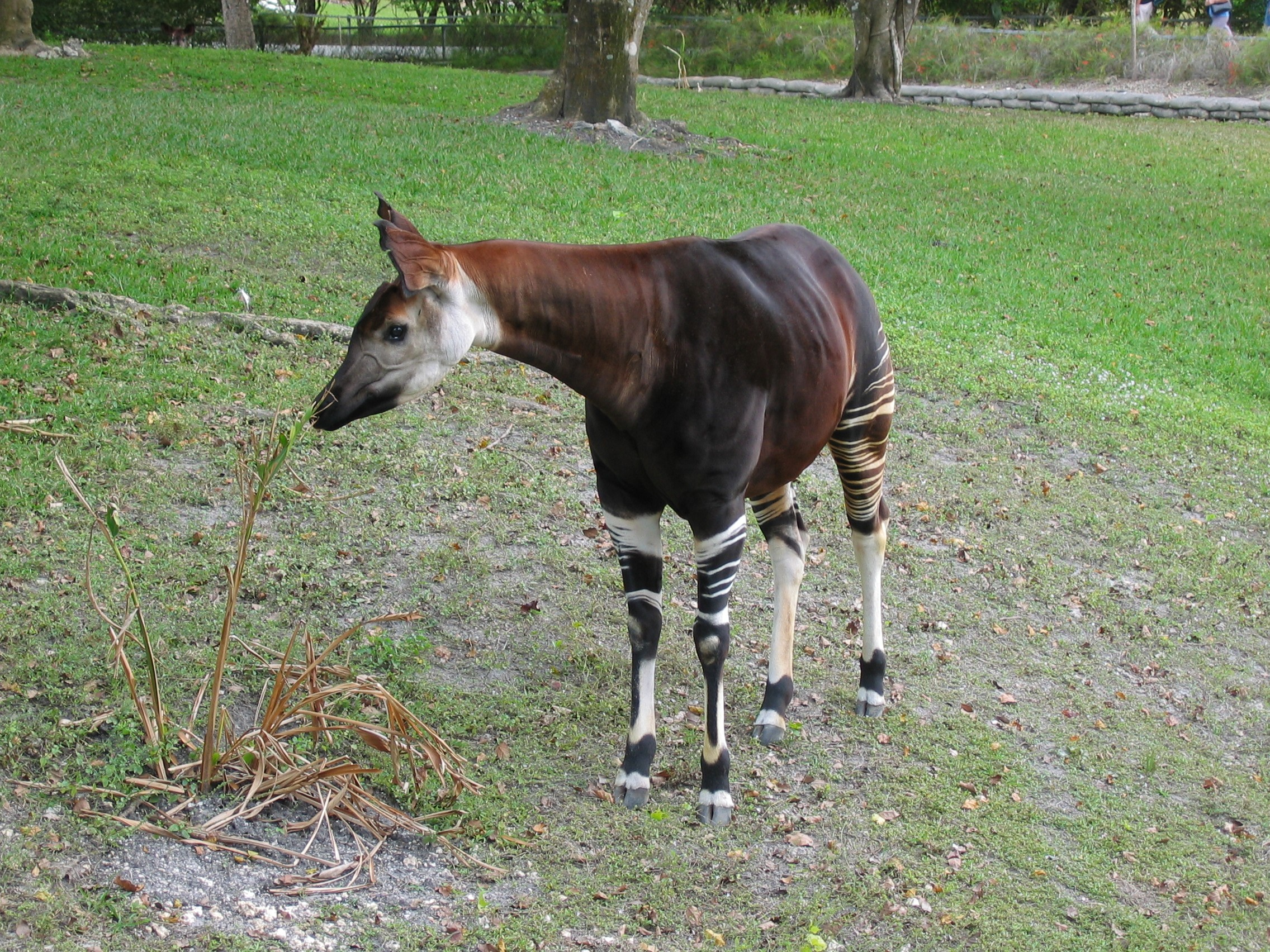
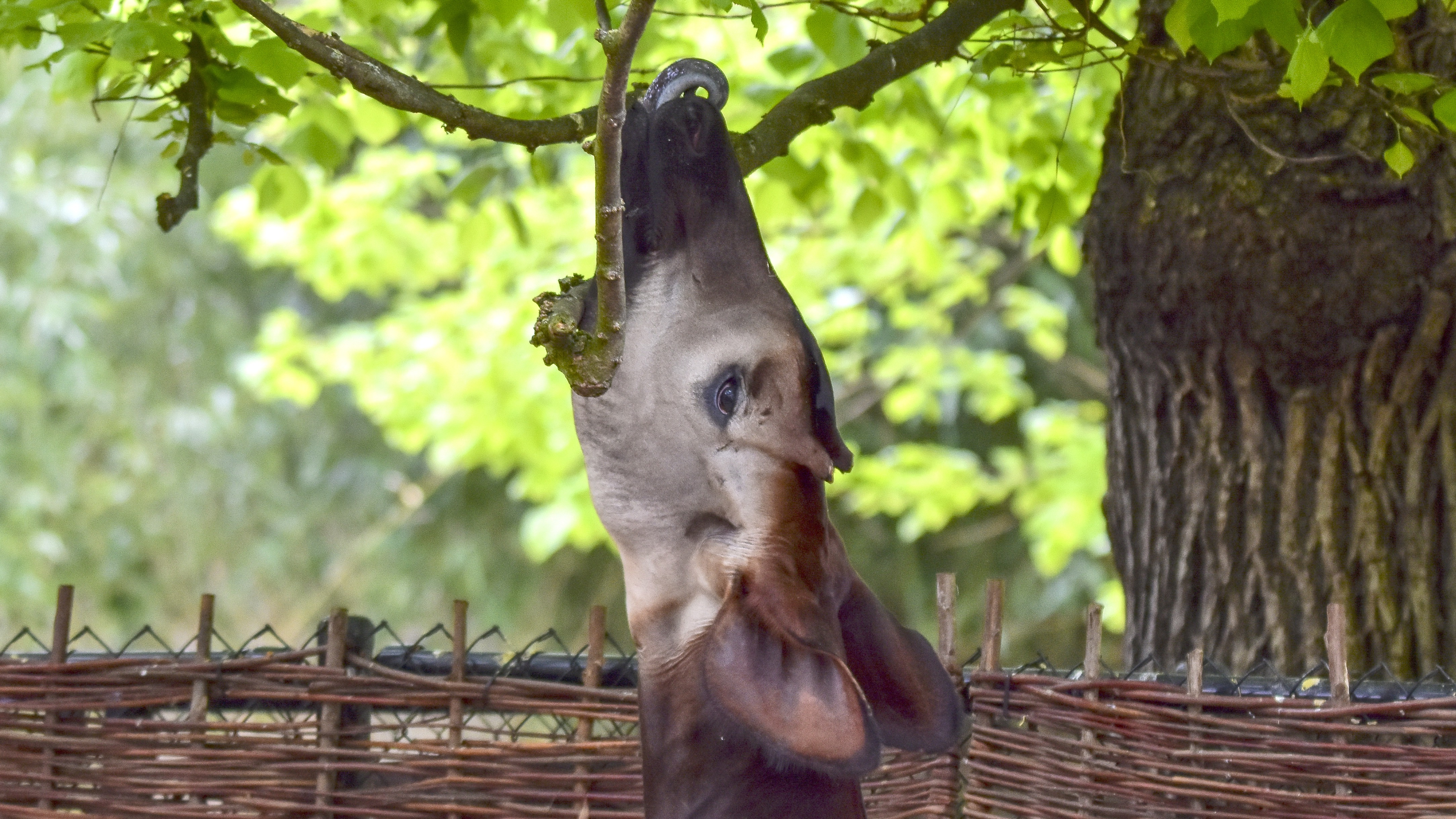